# Stob Coire Easain

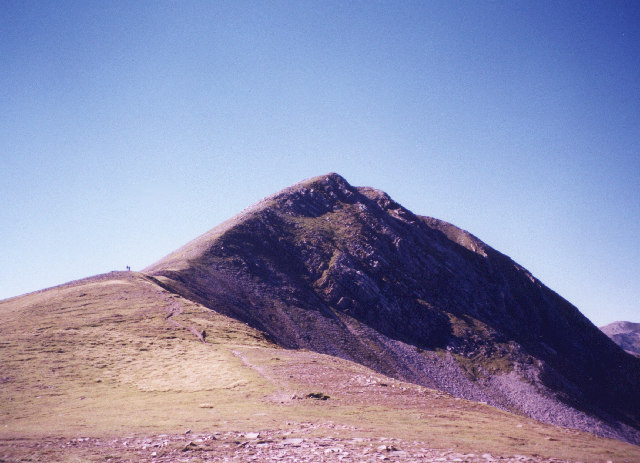
Blick aus dem Sattel zwischen Stob a’ Choire Mheadhoin und Stob Coire Easain zum Gipfel

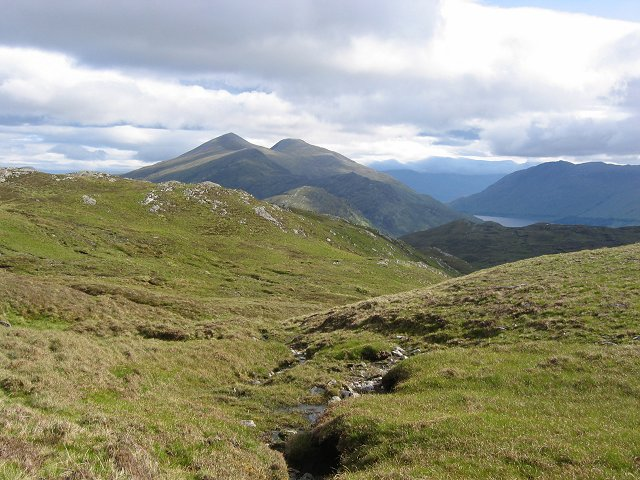
Blick vom südwestlich Loch Treig liegenden Beinn na Cloiche auf Stob Coire Easain (links) und Stob a’ Choire Mheadhoin (rechts)

Der Stob Coire Easain  ist ein 1115 Meter hoher, als Munro und Marilyn eingestufter Berg in Schottland. Sein gälischer Name bedeutet in etwa Spitze des Kars des kleinen Wasserfalls. Er liegt an der Westküste in der Council Area Highland östlich von Fort William. 

## Beschreibung
Gemeinsam mit dem benachbarten Munro Stob a’ Choire Mheadhoin und einigen niedrigeren vorgelagerten Bergen bildet der Stob Coire Easain eine eigenständige Bergkette östlich der Grey Corries, von diesen durch den Lairig Leacach getrennt. Entlang Loch Treig verläuft die Bergkette, die nach ihrem höchsten Gipfel auch als the Easains bezeichnet wird, mit etwa acht Kilometern Länge ungefähr in Nord-Süd-Richtung. Der Stob Coire Easain ist durch einen etwa 970 Meter hohen Bealach mit dem nordöstlich benachbarten Stob a’ Choire Mheadhoin verbunden, beide bilden einen markant über Loch Treig aufragenden, weithin sichtbaren Doppelgipfel. Im Gipfelbereich ist der Stob Coire Easain felsig und mit Schrofen durchsetzt, erst in tieferen Bereichen fällt er etwas flacher ins Lairig Leacach ab. Weitere Grate führen vom Gipfel nach Norden und nach Südsüdwest, zwischen dem Nordgrat und dem Verbindungsgrat zum Stob a’ Choire Mheadhoin weist der Berg eine steil ins Coire Easain Beag abfallende Felswand auf.

## Aufstieg
Zustiegsmöglichkeiten bestehen vor allem über die zum Gipfel führenden Grate. Die meisten Munro-Bagger besteigen den Stob Coire Easain gemeinsam mit dem Stob a’ Choire Mheadhoin im Zuge einer Überschreitung der Gipfel. Ausgangs- und Endpunkt ist die kleine Ansiedlung Fersit nördlich von Loch Treig an der West Highland Line. Von dort führt der Zustieg über den 792 Meter hohen Meall Cian Dearg, den nördlichsten Gipfel der Kette und weiter über den Hauptgrat und den Stob a’ Choire Mheadhoin zum Gipfel des Stob Coire Easain. Weitere Zustiege sind aus dem Lairig Leacach oder dem Coire Laire über den Nordgrat und aus Richtung Süden, beginnend am Südende von Loch Treig, möglich. Ausgangspunkt ist aus dieser Richtung der Bahnhof Corrour an der West Highland Linie.